# 菅原安信
菅原 安信（すがわら あんしん、1932年or1933年 - 2013年3月24日）は、日本のジャーナリスト。北海道テレビ放送（HTB）、北海道放送（HBC）でアナウンサーを務めた。

## 経歴
函館市生まれ。1955年、明治大学法学部を卒業し、北海道放送（HBC）に入社。同局で14年間アナウンサーを務める
その後、1969年に北海道テレビ放送（HTB）へ移る。編成部長兼製作部長、週刊ミレ事業部長などを務め、アナウンサー職から遠ざかっていたが、1981年10月、『ニュースロータリー』のキャスターとなる。自ら口ひげをトレードマークとし、「ヒゲのニュースキャスター」として親しまれた。番組の冒頭には毎回欠かさず「ごきげんよう!!菅原安信です」とスタジオ見学者や視聴者に挨拶していた。この他、『気分は天気』にはウェザーマンとして出演した。
HTB時代には、「札幌サケの会」発起人13人の1人となり、「カムバックサーモン運動」を提唱。
1993年、HTBを退職。退職後は、サーモン交流の縁で、カナダのバンクーバーに移住し、カナダ国内向け日本語放送・環太平洋文化交流協会のアナウンサー・理事を勤めた。
2013年3月24日死去。享年81歳。

## 出演

### HTB
- ニュースロータリー - キャスター[10]
- 気分は天気 - ウェザーマン[6][7]
- ドキュメンタリー ロウ管をうたった ～オペレッタと子供たちの115日～ - ナレーション[11]